# 森奈みはる
森奈 みはる（もりな みはる、1968年3月16日 - ）は、日本の女優。元宝塚歌劇団・花組トップ娘役。

## 来歴・人物
埼玉県出身。母は宝塚歌劇団卒業生（41期生）の武蔵野裕美。
堀越高等学校卒業。高校在学中にタレントとして活動する。高校の同級生には本田美奈子、南野陽子、岡田有希子、長山洋子などがいた。
1986年、高校卒業後、宝塚歌劇団出身である母の薦めで宝塚音楽学校に入学する。74期生。
1988年、宝塚歌劇団入団。入団時の成績は11番。『キス・ミー・ケイト』で初舞台を踏み、花組に配属。同期には和央ようか・麻乃佳世・白城あやか・渚あきら。
1990年、『秋…冬への前奏曲』にて新人公演初ヒロイン。
1991年、『ディーン』にてバウホール公演初ヒロイン。その後、安寿ミラの相手役としてトップ娘役に就任。『心の旅路』、『メランコリック・ジゴロ』、『ブラック・ジャック 危険な賭け』、『火の鳥』などの代表作を残す。
1995年、『哀しみのコルドバ／メガ・ヴィジョン』を最後に安寿と共に宝塚歌劇団を退団する。以後、ミュージカル・舞台などで活動する。
在団当時、同時期にトップ娘役を務めた同期の麻乃（月組）・白城（星組）と共に「74期3人娘」と称された。
森奈にあこがれて入った生徒も多く、元雪組トップ娘役の紺野まひるもその一人である。

## 宝塚歌劇団時代の主な舞台

### 花組時代
- 1988年3〜5月、『キス・ミー・ケイト』＊初舞台
- 1988年9〜11月、『フォーエバー!タカラヅカ』ガウンの美女
- 1989年2月、『硬派・坂本竜馬!』
- 1990年2月、『エル・アミーゴ』マルガリータ
- 1991年1〜4月、『ベルサイユのばら－フェルゼン編－』王女（アントワネットの子供）／新人公演：小公女（本役：路あかり）
- 1990年9〜11月、『秋…冬への前奏曲』ハンナ／新人公演：ナディア（本役：ひびき美都）＊新人公演初ヒロイン
- 1991年1〜4月、『春の風を君に…』新人公演（東京）：柳緋玉（本役：ひびき美都）／『ザ・フラッシュ』歌う淑女他
- 1991年2月、バウホール公演『小さな花がひらいた』　あつ
- 1991年6〜11月、『ヴェネチアの紋章』ヴェロニカ／新人公演：オリンピア（本役：香坂千晶）／ 『ジャンクション24』ホワイトキラー女、リズ他
- 1991年8月、バウホール公演『ディーン』　ピア・アンジェリ

### 花組トップ娘役時代
- 1992年2〜6月、『白扇花集』娘S1、夕顔 ／『スパルタカス』ルシア　＊トップ披露公演
- 1992年8〜12月、『心の旅路』ポーラ ／『ファンシータッチ』
- 1992年10〜11月、『フラワー・ドラム・ソング』メイ・リー
- 1993年2〜6月、『メランコリック・ジゴロ』フェリシア ／『ラ・ノーバ！』フィアナ
- 1993年8〜12月、『ベイ・シティ・ブルース』オリヴィア ／『イッツ・ア・ラブストーリー』シモーヌ,デュエットの女他
- 1993年10〜11月、『ワン・タッチ・オブ・ヴィーナス』　ヴィーナス
- 1994年3〜7月、『ブラック・ジャック 危険な賭け』アイリス／如月恵（二役） ／『火の鳥』
- 1994年5〜6月、『たけくらべ』美登利
- 1994年9〜11月、『冬の嵐、ペテルブルグに死す』リザヴェータ／ 『ハイパー・ステージ!』
- 1995年1〜4月、『哀しみのコルドバ / メガ・ヴィジョン』エバ・シルベストル　＊退団公演
1月17日の阪神・淡路大震災により以降の大劇場公演は全日程中止
- 1995年3月、『LAST DANCE』アルディラ
- 1995年5月、『安寿ミラ 宝塚大劇場さよならショー』
さよならショーのみが星組公演後に上演され、これをもって退団。

## 宝塚歌劇団退団後の主な活動

### テレビ
- スペシャルドラマ夢をかなえるゾウ（男の成功篇）（2008年10月2日、読売テレビ)
- 水戸黄門第39部 第8話「唄を土産に里帰り!-博多-」（2008年12月1日、TBS）- お鶴 役
- いい旅・夢気分SP（2009年2月11日、テレビ東京)
- 黄金の豚-会計検査庁 特別調査課- 第7話（2010年12月1日、日本テレビ）- クラブのママ 役
- ドラマ特別企画 居酒屋もへじ（2011年9月25日、TBS）
- 水曜ミステリー9・松本清張特別企画・聞かなかった場所（2011年11月16日、テレビ東京） - 橘真弓 役
- ケータイ刑事 銭形泪2004年1月4日から9月26日までBS-iで放送。
- 金曜プレステージ・ドルチェ（2012年10月12日、フジテレビ）

### 舞台
- 『シェルブールの雨傘』（1996年） - マドレーヌ
- 『狸 TANUKI』（1996年） - 東宮
- 『アンネの日記』（1996年） - マルゴット・フランク（愛称：マルゴー）
- 『JEWEL '96』（1996年）
- 『西太后』（1997年）
- 『FAME』（1998年） - セレナ
- 劇団☆新感線『西遊記』（1999年1月-2月、青山劇場、近鉄劇場、メルパーク福岡他） - 千年人参女王
- 劇団☆新感線『阿修羅城の瞳』（2000年8月、大阪松竹座、新橋演舞場） - 桜姫
- 『42nd Street』（1999年4月、日生劇場） - ロレイン
- 『ラ・カージュ・オ・フォール』 - アンヌ
- 『ワンステップ トゥ ミュージカル』
- 『VISUAL SONG SHOW THE SINGERS JAZZ COCKTAIL 2001』（2001年）
- 劇団☆新感線『大江戸ロケット』（2001年8月-9月、大阪松竹座、青山劇場） - おぬい
- 『大阪から来た女』
- 『ゴブリンマーケット』
- 『佐々木小次郎』
- 『弥次喜多道中浪花双六』
- 劇団☆新感線『花の紅天狗』（2003年4月-5月、ルテアトル銀座、シアタードラマシティー他） - 桜小町カケル（袋小路ケンサク）
- 『阿修羅のごとく』（2004年）
- ラヴ・レターズ 300回記念公演
- 『紙屋町さくらホテル』（2003、2006、2007年、紀伊国屋ホール他） - 園井恵子
- 『円生と志ん生』
- 『わかば』
- ミュージカル 『SEMPO -日本のシンドラー 杉原千畝物語-』（2008年4月-5月、新国立劇場、名鉄ホール、新神戸オリエンタル劇場） - 杉原幸子
- 劇団☆新感線『蛮幽鬼』（2009年） - 劇中の挿入歌で参加
- ミュージカルオペラ『龍馬』（2009年10月-12月、浅草公会堂、高知県立県民文化ホール他）おりょう
- 劇団☆新感線『薔薇とサムライ』（2010年3月-5月、赤坂ACTシアター、梅田芸術劇場メインホール） - エリザベッタ
  - 劇団☆新感線『薔薇とサムライ２ー海賊女王の帰還ー』（2022年 9月 - 11月、新橋演舞場ほか）
- 『ベルばらから次郎長へ 勢揃い、清水港 次郎長三國志』（2011年） - おみつ
- 劇団岸野組公演『くるしゅうない』（2012年）
- ミュージカルディナーショー『伯爵夫人の肖像画』（2012年8月、リーガロイヤルホテル東京）
- ザ・レビュー『サ・セ・パリ-2』（2013年-2月）
- 園井恵子生誕百年祭『ふるさとの丘に虹を追って』（2013年8月25日）
- 劇団☆新感線『蒼の乱』（2014年3月-5月、東急シアターオーブ、梅田芸術劇場メインホール） - 邦香
- 宝塚100周年記念沖縄公演『Gron Folies』（2014年10月5日、沖縄県名護市民会館大ホール）
- 『SUPER GIFT!』（2015年9月-10月、東京国際フォーラムホールC、梅田芸術劇場メインホール）

### CM
- タケ「麗姿・サボンゴールド」